# Charmosyna josefinae
Il lorichetto di Josephine (Charmosyna josefinae Finsch, 1873) è un uccello della famiglia degli Psittaculidi.

## Descrizione
Ha colorazione generale rossa, con macchia nera sulla nuca che inizia dalla parte posteriore dell'occhio, calze e ali verde scuro, punta della coda gialla, scudo addominale blu. Presenta un certo dimorfismo sessuale perché il maschio ha il dorso rosso e blu, mentre la femmina ce l'ha giallo e blu. Negli immaturi la macchia nera sulla nuca si presenta pallida e screziata di verde. È classificato in tre sottospecie abbastanza simili tra loro: C. j. josefinae, C. j. sepikiana, C. j. cyclopum. Ha taglia attorno ai 24 cm.

## Distribuzione e habitat
Vive nelle zone centrali e occidentali della Nuova Guinea, dove è ancora numericamente ben rappresentato. In cattività è rarissimo.

## Biologia
Vive nelle foreste di montagna tra gli 800 e i 2000 metri, ma talvolta scende in pianura a cercare alberi fioriti. Vola silenzioso, da solo o in coppia, raramente in gruppi e nel caso di pochi individui. È stato osservato in alcune circostanze associato al Charmosyna pulchella muoversi tra le fronde alla ricerca di fiori. La stagione riproduttiva va da dicembre a marzo.